# 翠 (広島市)

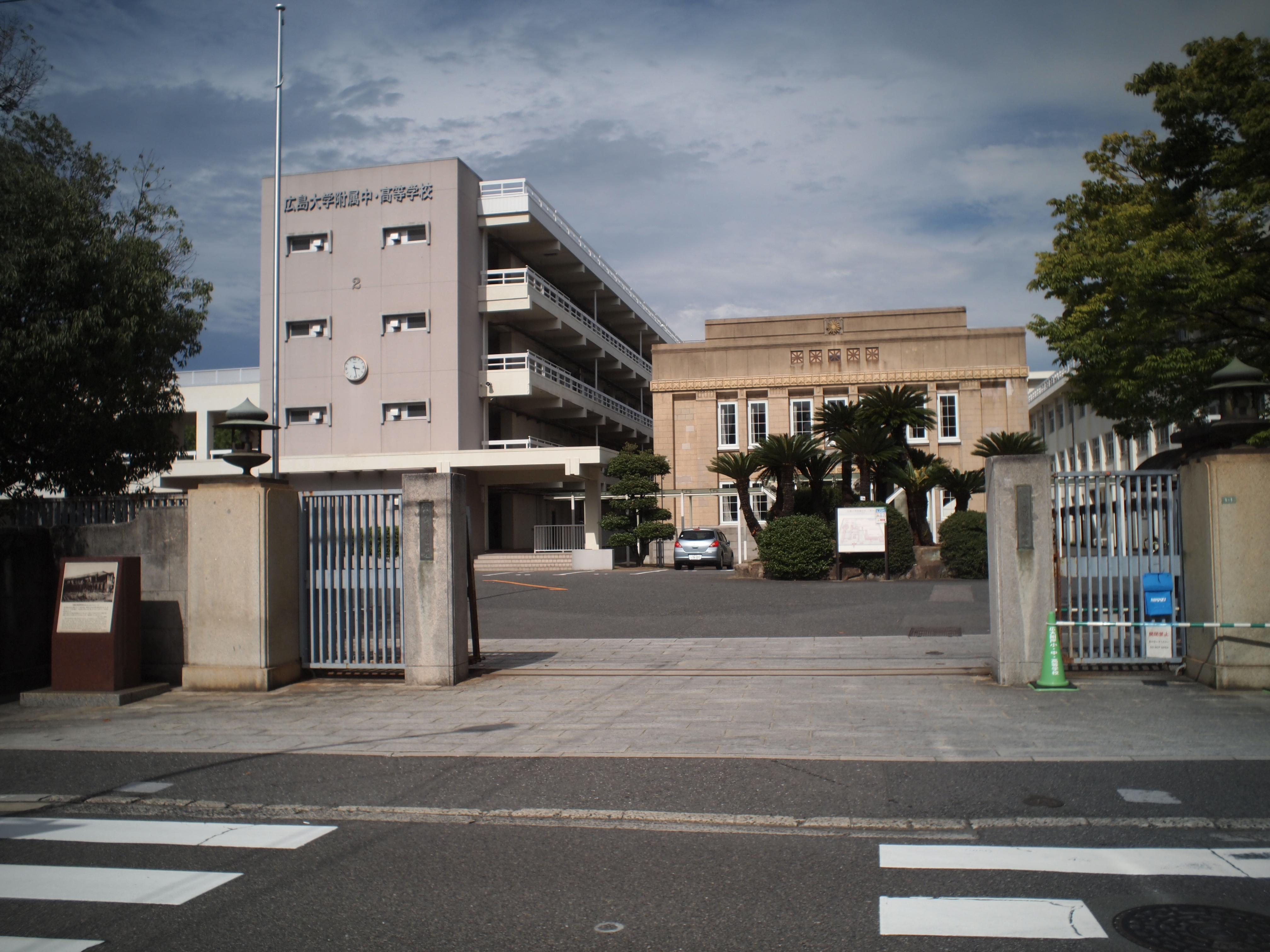
広島大学附属中学校・高等学校（翠1丁目） / 戦前設立された旧制広島高校の校地を継承し、この地区におけるランドマーク的な施設である

翠（みどり）は、広島県広島市南区に所在する地区の名称である。ここでは同区において「翠」を町名に冠する各町の総称として用いる。旧称は「翠町」（ - まち）。

## 概要

### 地理・地誌
広島県を流れる太田川の三角州上、猿猴川と京橋川に挟まれた州の中西部に位置する。西翠町以外の地区は宇品通りおよび黄金山通り（桜土手）の北側・東側に位置し、ほとんどは宅地である。また、地区内に小・中・高の計5校が立地する文教地区としても知られ、学校の周囲には進学塾・英会話教室などが多い。

### 住居表示
- 翠1〜5丁目
- 西翠町 - この町のみ広島県道86号翠町仁保線の西側に位置する。

### 隣接している地区
すべて南区内。
- 北側：皆実町および出汐。
- 南側：宇品東・宇品神田。
- 西側：皆実町。
- 東側：西旭町・旭。

## 歴史

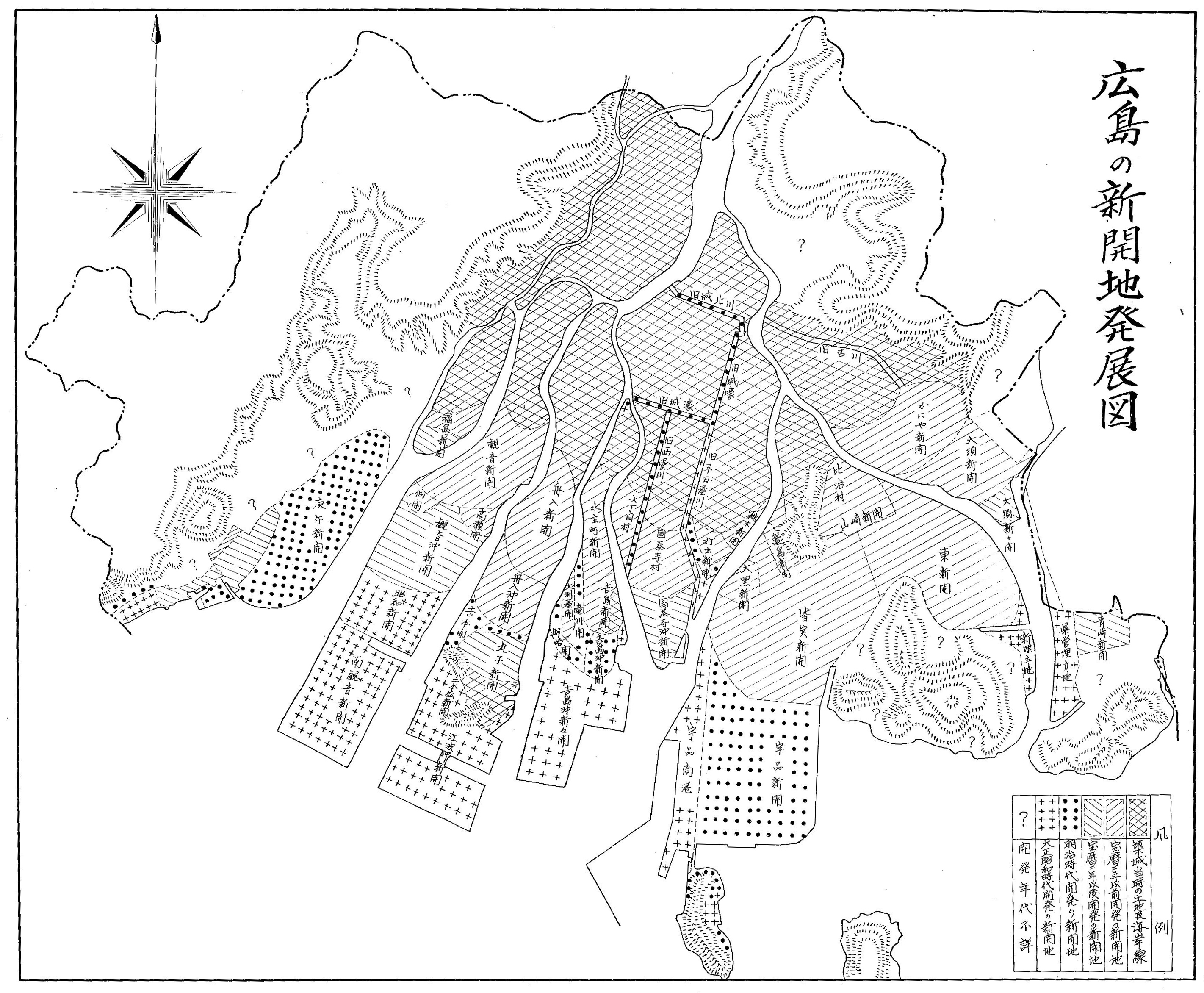
広島の新開地発展図（『概観広島市史』1955年） / 現在の「翠」地区を含む皆実新開が宝暦3年（1753年）以前の開発であり、広島築城時にはこの地区が海であったことが示されている。

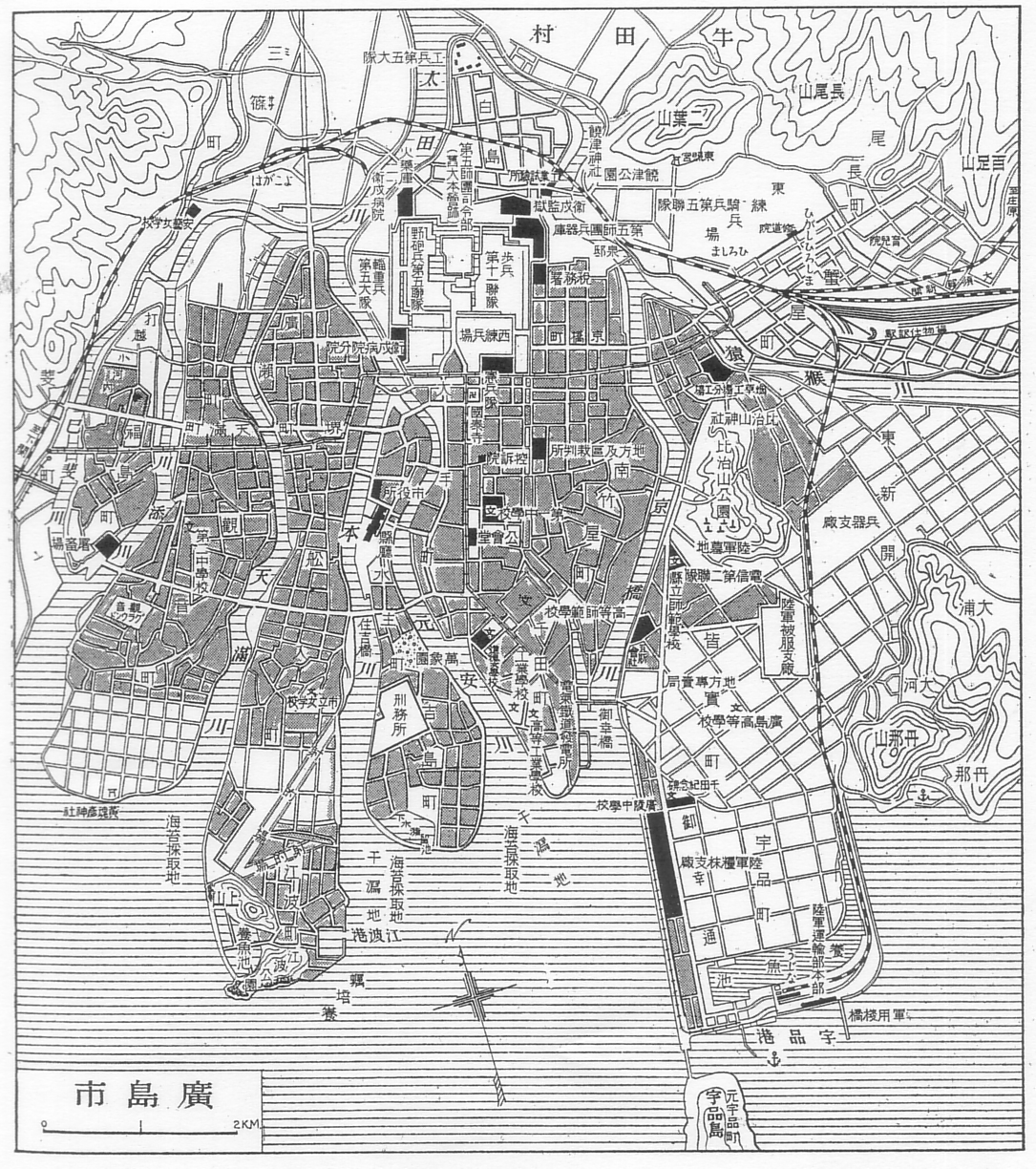
1930年頃の広島市街図 / 町域内に旧制「広島高等学校」が設置されていたことが分かる

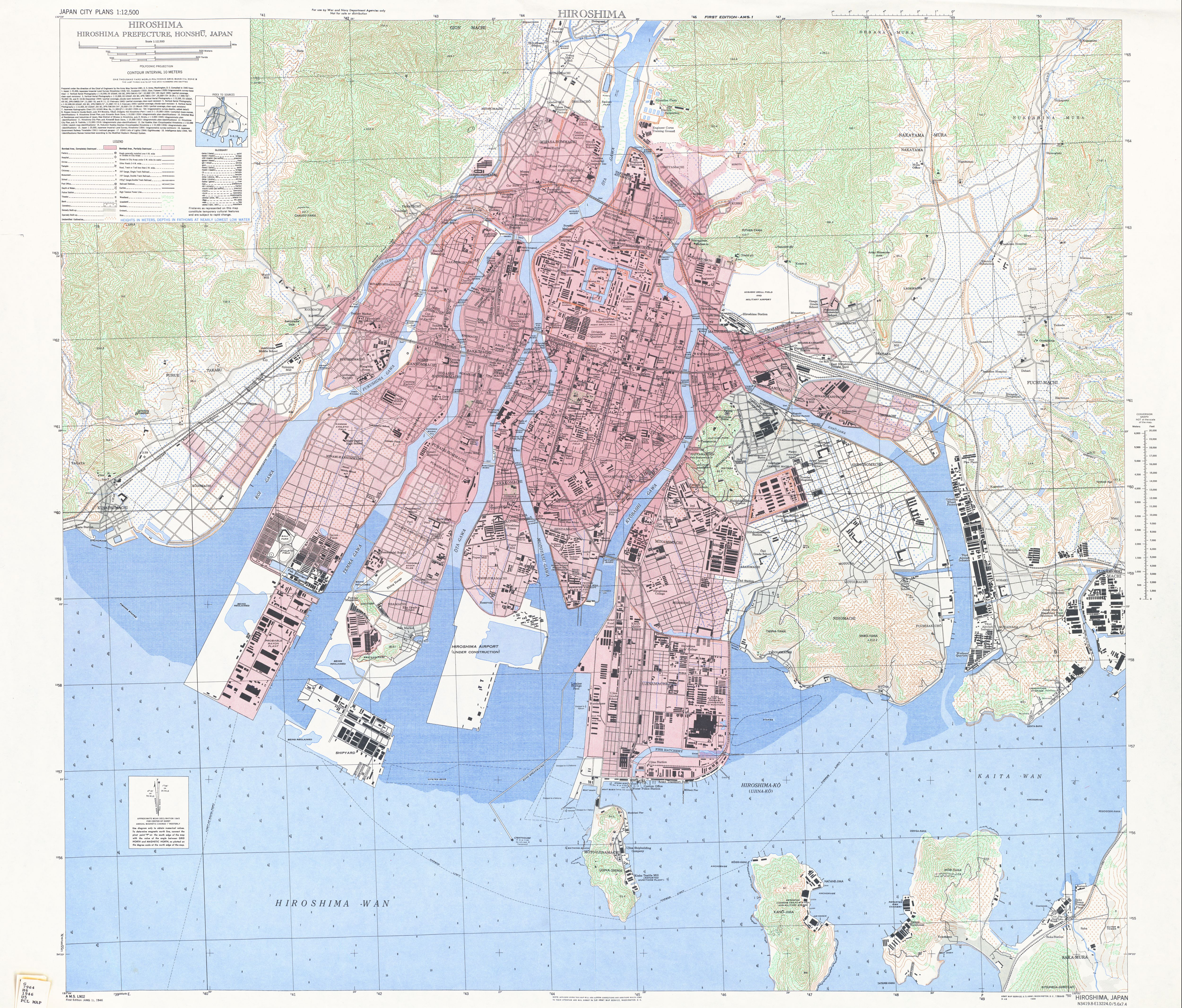
1945年の米軍作成の地図 / "MIDORICHŌ"（翠町）が確認できる。また（校名は記されていないが）翠町中学校の校地・校舎や、「桜土手」北側の水路も示されている

### 地名の由来
かつてこの地域が一面の蓮田であったことから、蓮の葉の緑にちなんで命名された。

### 沿革

#### 一面の湿地帯だった時代
江戸初期、この地区は広島湾頭の遠浅の干潟に過ぎなかった。しかし1662年（寛文2年）から翌1663年にかけて比治山の南から仁保島（現在の黄金山）に至る仁保島西新開が造成されたことにより、近隣の皆実町・出汐・旭などとともに新たに開発された。仁保島西新開はのち「皆実新開」と改称され、明治維新後には皆実村、1889年（明治22年）の広島市制施行後は同市の（大字）皆実（1916年（大正5年）に「皆実町」と改称）に属することとなった。
当時、皆実新開の南端に位置するこの地はすぐ南に遠浅の広島湾を臨み、アシの生い茂る一面の湿地帯であった。1889年に完成した宇品築港事業により地区の南側に広大な新開地（現在の宇品地区）が造成されたのちも、こうした状況に大きな変化はなく、次第に蓮田や棉畑が広がりつつあったこの地区は新開地からの海水の浸水に悩まされていた。このため、1920年には地区の南限に海水を防ぐための堤防が竣工し「桜土手」と呼ばれるようになった（現在の広島県道86号翠町仁保線）。しかしこの工事によっても海水の浸入を完全に止めることはできず、東隣の丹那方面から入ってくる海水が桜土手北側の水路・湿地に流れ込む状況が戦後まで続いた。

#### 蓮田から住宅地へ
1924年には（旧制）広島高校がこの地に開校したが、このことが翠地区を文教地区・住宅地に変貌させる大きな契機となった。広高の校舎が建設される際、付近の湿地は近隣の大河の丘陵を崩し採取された土砂によって埋め立てられ、校地の南側・東側に住宅が建てられたことがこの地区における宅地化の始まりとなったからである。さらに1930年（昭和5年）には広島電鉄宇品線の軌道移設で交通の便が向上すると、地区内に住宅団地が造成されて売り出され、宅地化はさらに進展した。その3年後、1933年には町名改正が実施され、それまで皆実町の南半部であったこの地区は「翠町」として分立した。
1945年8月6日の原爆投下に際しては爆心地から2.5〜3.5kmの位置にあったこの地区は半壊地域とされ2/3の家屋が半壊する被害を出したが、戦後には自宅を失った他地区の被災者がこれらの家屋に流入し、宅地が電車通りである宇品通りに沿った地域から急速に東に拡大し、地区の大半を占めていた蓮田を次第に浸食していった。また先述の通り戦前における旧制広高の設置は後年翠地区が文教地区として発展していく始まりとなったが、戦後、広高が京橋川対岸の広島大学に包括され同大学の教養部として改編されると、この地には広大に通勤・通学する教授・学生のための下宿屋・飲食店が軒を連ねるようになり、学生街として賑わった。これらの結果、昭和30年代から40年代にかけて地区の人口は急増して児童も増加し、1967年には皆実小学校から校区を分離して翠町小学校が開校された。
蓮田の広がる低湿地から急速に宅地として発展した翠町は住環境の整備が追いつかず、戦後も久しく道路が狭く排水も悪い水難地帯として知られていた。しかし小学校の開校前後には排水工事・道路整備が進み、また桜土手北側の水路も暗渠化されるなど環境は大きく改善された。また1980年代、広島大学が東広島市に移転すると学生街のイメージは薄まり、閑静な住宅街としての性格が強くなっている。1990年代になって地区の南北に広島市道中広宇品線、東西に霞庚午線が開通し地区内の街区も大きく変化するなど、再開発の波が及んでいる。

### 年表
- 1662年（寛文2年）〜1663年：仁保島西新開として造成される（のち「皆実新開」と改称）。
- 1882年（明治15年）：皆実新開を皆実村と改称。
- 1894年：国鉄宇品線の敷設。
- 1889年：市制施行により広島市大字皆実に属する。
- 1916年（大正5年）：桜土手築造の工事が始まる（〜1920年：竣工）。同年、（大字）皆実を皆実町と改称。
- 1924年：旧制広島高校開校（現・翠1丁目の広大附属中・高校地）。
- 1933年：町名変更により「翠町」として分立。
- 1935年：広電宇品線の軌道を東に移設（現軌道）し高等学校前電停（現・広大附属校前電停）・広陵中学前電停（現・県病院前電停）を設置。
- 1939年：広島市立第三高等小学校（現・広島市立翠町中学校）開校。
- 1945年：原爆投下。宇品通り沿いの家屋が全壊するなど大きな被害を出す。
- 1961年：広大教養部との校地交換により広大附属中学・高校が翠町の現校地に移転。
- 1964年：広大付属小が現校地に移転。
- 1967年：広島市立翠町小学校が皆実小学校より校区を分離し開校。
- 1980年：広島市の政令市移行により南区に属す。皆実町から町域の一部を編入し、翠町を翠1〜5丁目および西翠町に再編。
- 近年は野球、ソフトボールの活動が盛んで2022年は翠町中学校から軟式野球部とソフトボール部が第44回全国中学校体育大会に共に出場。また翠町小学校の翠ソフトボールクラブが同年のティーボール大会で全国制覇を達成している。

## 施設

### 公共施設
- 広島翠一郵便局（翠1丁目）
- 広島翠三郵便局（翠3丁目）

### 教育機関
- 広島大学附属小学校・中学校・高等学校（翠1丁目）
- 広島市立翠町中学校（翠4丁目）
- 広島市立翠町小学校（同上）
- 広島マリア幼稚園（翠5丁目）

### 宗教施設
- 翠町カトリック教会（翠5丁目）

### 公園
- 翠町第一公園（翠5丁目） - 敷地内に「翠町会館」が所在。
- 翠町第二公園（翠3丁目） - 敷地内に「翠町東集会所」が所在。
- 翠町第三公園（翠2丁目）

### かつて存在した施設
- 旧制広島高等学校・広島大学教養部（現・翠1丁目） - 跡地には広島大学附属小・中・高校が立地。

## 交通

### 道路
- 国道487号（宇品通り）
- 広島県道86号翠町仁保線
- 広島市道中広宇品線
- 広島市道霞庚午線

### 鉄道
- 広島電鉄宇品線
  - 広島電鉄広大附属学校前電停
  - 広島電鉄県病院前電停
- かつては本地区の東側の境界を国鉄宇品線が通っていた（駅は存在しない）。

## 著名な出身者

### 政治・経済
- 藤田正明（馬主、実業家、政治家） - 藤田組（現フジタ）副社長。参議院議員、同議長。
- 藤田雄山（政治家） - 広島県知事。参議院議員。フジタ工業会長藤田定市の孫。

### 芸能・文化
- 峠三吉（詩人） - 原爆投下時、翠町の自宅で被爆。戦後『原爆詩集』を刊行。
- 角梨枝子（女優） - 戦後「ミス広島」に選ばれて映画界入りし、広島原爆をテーマとした映画「その夜は忘れない」などに出演した。

### その他
- 松重美人（中国新聞社のカメラマン） - 原爆投下時、翠町の電車通りに面する位置にあって理髪店を兼ねていた自宅で被爆した。当日彼が広島市街を撮影した写真のうちの2枚は、この自宅付近で撮影されたものである。

## 桜土手
本地区の南を通る広島県道86号翠町仁保線（黄金山通り）のうち、千田廟公園（あるいは広島電鉄宇品線県病院前停留所）付近から広島南警察署前交差点付近までの区間は「桜土手」（さくらどて / 「桜の土手」とも）と呼ばれる。
江戸期の1663年に皆実新開が造成されて以来、久しくこの道が新開地の南限であった。宇品新開の造成を経て大正期の1916年から1920年にかけて宇品新開との境界線に堤防が築かれた時、土手道の両側に桜並木が植林されたことからこの道は桜土手と称されるようになり市内の桜の名所として知られた。現在でも、かつての堤防の上にある県病院前電停付近が前後の電停より若干高い位置にあるところに当時の名残がある。1941年（昭和16年）、土手は暁部隊により埋め立てに使用するため削り取られ、その後車道として整備された。第二次世界大戦末期の1945年6月、この桜土手に広島電鉄宇品線から桜土手引込線が360mにわたって敷設されて電車が疎開され、戦後しばらくの間も被爆車両が留置されていた。

## 関連事項
- 広島市町名・地区一覧 - 南区 (広島市)
- 皆実町・旭・出汐：かつて同じく「皆実新開」に含まれていた地区。
- 霞・東雲：皆実町を含む「皆実新開」と同時に造成された「東新開」に包括される地区。
- ブラタモリ：2016年9月24日放送の「広島 〜広島はステキなシティ!?〜」（第4シリーズ#48）でこの地区の近辺に残る土手道（堤防の跡）が取り上げられた。